# Ernstmayria
Genre
Ernstmayria est un genre de pseudoscorpions de la famille des Neobisiidae.

## Distribution
Les espèces de ce genre sont endémiques de Crète en Grèce.

## Liste des espèces
Selon Pseudoscorpions of the World (version 3.0) :
- Ernstmayria apostolostrichasi Ćurčić & Dimitrijević, 2006
- Ernstmayria venizelosi Ćurčić, Dimitrijević & Trichas, 2007

## Étymologie
Ce genre est nommé en l'honneur d'Ernst Mayr.

## Publication originale
- Ćurčić, Dimitrijević, Legakis, Makarov, Tomić, Ćurčić, Mitić & Lučić, 2006 : Ernstmayria apostolostrichasi n.g., n.sp. (Neobisiidae, Pseudoscorpiones), a new "living fossil" from Crete, with remarks on evolution and phylogeny of some Aegean false scorpions. Periodicum Biologorum, vol. 108, no 1, p. 37-45.